# Wesley Deenen
Wesley Deenen (Venray, 24 juli 1993) is een Nederlands voetballer die als aanvaller speelt.
Deenen begon bij SV Venray en doorliep de jeugdopleiding van N.E.C. in Nijmegen. Hij speelde in het seizoen 2011/12 in de A1 van NEC/FC Oss en ook in Jong NEC/FC Oss. In de zomer van 2012 tekende hij een profcontract voor één seizoen met een optie op nog twee seizoenen en werd hij voor het seizoen 2012/13 wordt hij door N.E.C. verhuurd aan FC Oss.
Zijn debuut als profvoetballer maakte Deenen op 31 augustus 2012 in de met 2-3 gewonnen uitwedstrijd tegen Almere City FC. In deze wedstrijd kwam hij in de 81ste minuut in het veld als invaller voor Van de Sande. N.E.C. lichtte de optie in zijn contract niet waarna FC Oss hem voor het seizoen 2013/14 vastlegde.
In 2014 vervolgde hij zijn loopbaan bij Hoofdklasser VV Germania uit Groesbeek. In 2016 keerde hij terug bij SV Venray.
Sinds 2018 is Deenen gestopt als prof.